# Csou En-laj
Csou En-laj (Zhou Enlai) (egyszerűsített kínai: 周恩来; hagyományos kínai: 周恩來; pinjin: Zhōu Ēnlái; Wade-Giles: Chou En-lai, 1898. március 5. – 1976. január 8.), a Kínai Népköztársaság miniszterelnöke 1949-től haláláig és külügyminiszter 1949 és 1958 között.
Csou En-laj (Zhou Enlai) vezető alakja volt a Kínai Kommunista Párt hatalomra jutásának, a KNK megalakításának, a gazdaság és társadalom átalakításának. Nemzetközi téren képzett és tehetséges diplomata volt. Országában rendkívüli népszerűségnek örvendett. A halálakor kialakult óriási méretű spontán érzelemnyilvánítás hozzájárult a kulturális forradalom lezárásához és a Mao és Teng (Deng) közötti átmenet megvalósulásához.

## Fiatalkora
Csou En-laj (Zhou Enlai) a Csiangszu (Jiangsu) tartománybeli Huaj'anban (Huai'anban) született 1898. március 5-én, igazi otthonának azonban nem saját, hanem nagyapja születésének helyét, Csöcsiang (Zhejiang) tartományt tartotta. En-laj (Enlai) a család négy gyermeke közül az első volt. Születése után nagybátyja és nagynénje fogadta örökbe, ám a nagybáty korai halála miatt Csout (Zhout) a nagynénje nevelte. Kilencéves korában, 1907-ben, meghalt az édesanyja, majd egy évvel később a nagynénje is. Édesapja Hupejben (Hubeiben) dolgozott, távol Csiangszutól (Jiangsutól), Csou (Zhou) viszont még két évig fivéreivel élt Huaj'anban (Huai'anban) az apjuktól és nagybátyjaiktól kapott pénzből eltartva magukat. 1910-ben édesapja legidősebb testvére felajánlotta, hogy pártfogásába veszi Csout (Zhout).
Mukdenbe (ma: Senjang (Shenyang)), Mandzsúria fővárosába került, ahol először részesült formális oktatásban. A Csing-dinasztia (Qing-dinasztia) megdöntésének és a köztársaság kikiáltásának híre Mukdenben jutott el hozzá és jelentős hatással volt rá. Néhány tanárának ösztönzésére politikai iratokat kezdett olvasni, köztük a radikális Csang Pinglin (Zhang Binglin) és a nacionalista reformer, Kang Juvej (Kang Youwei) munkáit. Három évet töltött Mandzsúriában, mielőtt 1913-ban nagybátyját Tiencsinbe (Tianjinbe) helyezték át és az egész család vele együtt költözött. Csou (Zhou) itt az ismert Nankaj (Nankai) középiskolát látogatta.
Utána a Vaszeda és Nippon egyetemekre járt Japánban, majd visszatért Tiencsinbe (Tianjinbe) a Nankaj (Nankai) egyetemre.

## Politikai tevékenységének kezdetei

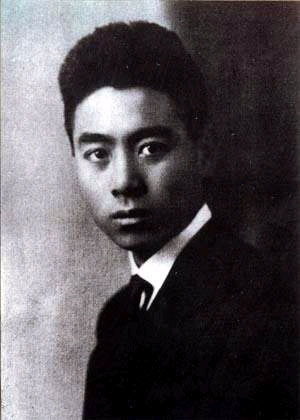
Fiatalkori képe

A Nankaj (Nankai) egyetemen az irodalmi szakra iratkozott be, de nem látogatta az előadásokat. Egyik fő szervezője a tiencsini (tianjini) diákszövetségnek, amely a hadurak és az imperializmus, az egyenlőtlen szerződések elleni harcot, az ország megmentését tűzte ki céljául. Csou (Zhou) a diákszövetség lapjának a szerkesztője lett. A Május 4. mozgalom tagjaként országos ismertségre tett szert. Megalapította a Tudatosság Társaságot 12 férfi és nyolc női taggal. A 15 éves Teng Jing-csao (Deng Yingchao), En-laj (Enlai) későbbi felesége, az alapító tagok egyike volt. Csou (Zhou) vezető szerepet játszott a csak férfiakból álló Tiencsini (Tianjini) Diákszövetség és a Nők Hazafias Egyesülete egyesítésében.
1920 januárjában a rendőrség letartóztatta a Tudatosság Társaságának néhány tagját. En-laj (Enlai) vezette a tiltakozásokat, amelynek nyomán őt is letartóztatták 28 társával együtt. A bíróság azonban csak kisebb vétségeket írt számlájára és júliusban szabadlábra került. A Komintern részéről megkeresték, hogy legyen a Kínai Kommunista Párt tagja, de - bár már tanulmányozta a marxizmust - egyelőre kitért ez elől. Így Moszkva helyett Franciaországba ment egy diákcsoporttal. Távollétében Teng Jing-csao (Deng Yingchao) vezette a Tudatosság Társaságát.

## Európai évek
1920. november 7-én Csou En-laj (Zhou Enlai) 196 más kínai diákkal együtt Sanghajból Marseille-be indult hajóval.
Franciaországban a diákoknak elvileg részmunkaidőben kellett volna dolgozniuk fizetségül tanulmányaikért, de egyre több munka fejében egyre kevesebb oktatást kaptak. Csou En-laj (Zhou Enlai) a diákok egyik vezetőjeként szállt szembe a francia oktatási hatóságok korrupciójával.
1921 januárjában Edinburgh-be utazott, hogy az ottani egyetemen folytassa tanulmányait, de kiderült, hogy a következő szemeszter csak októberben kezdődik. ezért visszatért Franciaországba. Itt csatlakozott a kínai diákok egy kommunista sejtjéhez. Konspirációs okokból nem használtak tagkönyvet. Csou En-laj (Zhou Enlai) később maga sem tudta megadni párttagságának pontos dátumát, csak 1922 őszét említette.
Franciaországban 2000, Belgiumban és az Egyesült Királyságban 200–200, Németországban 3–400 kínai diák dolgozott és tanult ebben az időszakban. Csou (Zhou) négy évig a kommunista forradalmi mozgalom egyik fő szervezője volt a körükben. Sok párttagot Berlinen keresztül Moszkvába küldtek továbbképzésre.

## Az első egységfront

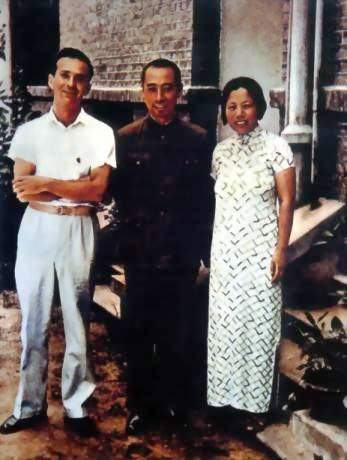
Csou En-laj (Zhou Enlai) és felesége, Teng Jing-csao (Deng Yingchao) Edgar Snow amerikai újságíróval, 1938 körül

1924 januárjában Szun Jat-szen bejelentette a szövetség létrehozását a Kuomintang (Guomindang) és a kommunisták között, azzal az elsődleges céllal, hogy katonailag megsemmisítsék a hadurak uralmát, és egyesítsék Kínát. Márciusban létrehozták a Vampoa Katonai Akadémiát, amelynek élére Csang Kaj-seket állították. A Szovjetunió jelentős mennyiségű fegyvert szállított Kuangcsou (Guangzhou) kikötőjébe. A Komintern tanácsadói csatlakoztak Szun Jat-szen kíséretéhez.
Csou (Zhou) ekkor érkezett vissza tapasztalt pártszervezőként Kuangcsouba (Guangzhouba), ahol kinevezték a Vampoa Katonai Akadémia politikai vezetőjévé, emellett megbízták egész Kuangtung (Guangdong) tartományban a KKP katonai kiképzési és oktatási tevékenységével.
Szun Jat-szen 1925 márciusában meghalt. A Kuomintang (Guomindang) jobbszárnya került előtérbe, amely ellenezte a szövetséget a kommunistákkal, de a szövetség egyelőre fennmaradt. Kuangcsouban (Guangzhouban) zavargások törtek ki, egy Csen Csiung-ming (Chen Chiungming) nevű hadúr megpróbálta átvenni a hatalmat a város felett. Ezt a puccskísérletet Csou En-laj (Zhou Enlai) verte le, utána ő irányította az ún. keleti hadjáratot a hadurak ellen. A harcok során elsősorban a kommunista tisztekre támaszkodott.
A sikeres hadjárat után a KKP Kuangtung (Guangdong) tartományi titkára lett, a párton belüli egyik legmagasabb posztot foglalta el. Ő lett a Vampoa hadbíróságának az elnöke is. Egy évvel később, 29 éves korában a Politikai Bizottság tagja lett, és ebben a minőségében a katonai ügyeket irányította.
1925. augusztus 8-án összeházasodott Teng Jing-csaóval (Deng Yingchaóval). Gyermekük nem született, de sok „forradalmi mártír” árváját fogadták örökbe, köztük a később híressé vált Li Penget.
Szun Jat-szen halála után a Kuomintang (Guomindang) vezetését fokozatosan – előbb egy triumvirátus élén, majd egyedül - Csang Kaj-sek vette át. Lépésről lépésre megpróbálta kiszorítani a kommunistákat a kulcspozíciókból. Ehhez segítséget kapott a szovjet tanácsadóktól is, akik ebben az időben Csang Kaj-sek pártjára álltak.

## Sanghaj(Shanghai)

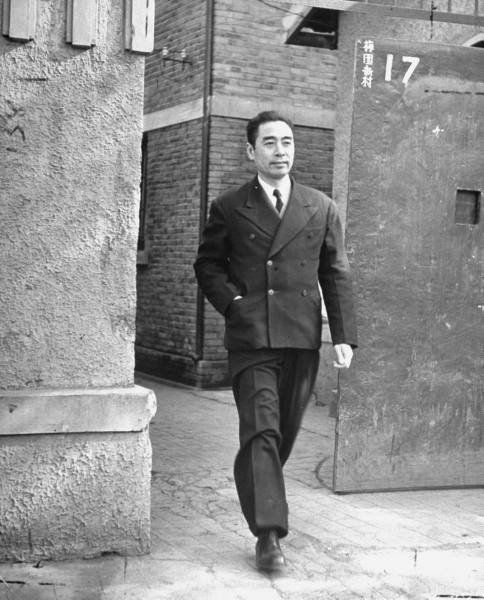
Csou En-laj (Zhou Enlai) a KKP delegációjának feje volt a kuomintangistákkal folytatott tárgyalások során (Nanking, 1946)

Az Északi Hadjárat (1926–1927) idején a sanghaji munkások körében tevékenykedett. 1926-ban általános sztrájkot szervezett, és megnyitotta a várost a Kuomintang (Guomindang) előtt. Amikor a Kuomintang (Guomindang) szakított a kommunistákkal, Csounak (Zhounak) sikerült elmenekülnie a kibontakozó fehérterror elől. 1927 júliusában részt vett egy Mao Ce-tung (Mao Zedong) vezette tanácskozáson Csu Te (Zhu De), Ho Lung (He Long), Je Csien-jing (Ye Jianying), Liu Po-cseng (Liu Bocheng) részvételével, akik később mind a Kínai Népi Felszabadító Hadsereg marsalljai lettek. Itt döntöttek a nancsangi (nanchangi) felkelés megindításáról, amit Liu és Csou (Zhou) vezettek.
E felkelés kudarca után Csou (Zhou) Moszkvába utazott a KKP ott megtartott 6. kongresszusára (1928. június–július) A KB szervezési osztályának vezetője lett; szövetségese, Li Li-szan (Li Lisan) vette át a propagandamunka vezetését. Csou (Zhou) csak 1929-ben tért vissza Kínába.
A kínai polgárháború idején Csou (Zhou) jelentős szerepet játszott a Kuomintang (Guomindang) elleni védekezésben. Mao ideiglenes háttérbe szorulása idején (1931–34) több beosztását is átvette.

## A hosszú meneteléstől a második egységfrontig

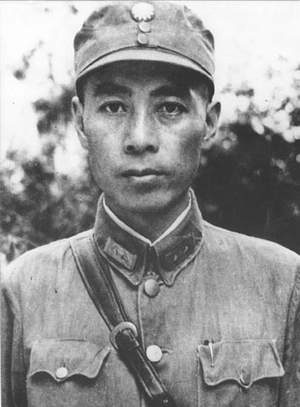
Csou (Zhou) az 1930-as években

1930–34-ben a Kuomintang (Guomindang) öt jelentős hadjáratot folytatott a vörösök ellen. Az utolsó során, 1934-ben, a nacionalisták jelentős sikereket értek el. Bár Csou (Zhou) is a katonai vezetők közé tartozott, akiket a vereségekért hibáztattak, a január közepi zsujcsini (ruijini) pártkongresszuson mégis több, fontos posztot kapott. A jelentős ellenséges előrenyomulás miatt a pártvezetés úgy döntött, hogy kiürítik a zsujcsini (ruijini) bázisterületet, Csout (Zhout) pedig a logisztikai feladatok ellátásával bízták meg. A több mint nyolcvanezer fős kommunista sereg októberben hagyta el Zsujcsint (Ruijin), ami a hosszú menetelés kezdetét jelentette.
Az év végére a sereg nagysága harminc–negyvenezer főre zsugorodott, részben a katonai veszteségek, részben pedig a betegségek és dezertálások miatt. 1935. január 7-én a vörösök bevetették Cunjit (Zunyit), ahol január 15–17-én összeült a pártvezetés, hogy megtalálják a felelősöket az elkövetett katonai hibákért. A kudarcokért az addigi katonai vezetőséget, Csou En-lajt (Zhou Enlait), Po Kut (Bo Gut) és Otto Braunt vádolták. Csout (Zhout) azonban nem távolították el a katonai vezetésből, sőt, katonai ügyekben végső döntési jogot kapott. Márciusban új pártfőtitkárt választottak, a katonai irányítás pedig egy triumvirátus kezébe került, amelynek Csou (Zhou), Mao és Vang Csia-hsziang (Wang Jiaxiang) lett a tagja. Mao és Csou (Zhou) kerülte a konfrontációt a nacionalista csapatokkal, miközben lassan haladtak észak felé. Júliusban a már csak tízezer főt számláló sereg egyesült Csang Kuo-tao (Zhang Guotao) nyolcvanezres haderejével. Csou (Zhou) július 18-áig maradt katonai vezető, amikor a hatalmát egyre jobban megszilárdító Mao átengedte a posztot Csang Kuo-taónak (Zhang Guotaónak). Mao Sanhszi (Shanxi) tartomány felé kívánt továbbhaladni, míg Csang (Zhang) minél közelebb akart kerülni a szovjet határhoz, ezért a két sereg szétvált. Csang (Zhang) csapatait a hadmozdulataik során a Kuomintang (Guomintang) szinte teljesen megsemmisítette. Mao és emberei, akiknek száma négyezer alá csökkent (köztük volt Csou (Zhou)) októberre érték el úticéljukat, a Sanhszi (Shanxi) tartománybeli Jenant (Yan'ant). Novemberben Csou (Zhou) javaslatára Mao lett a katonai bizottság elnöke, míg ő maga alelnök lett. Ettől kezdve Csou (Zhou) élete végéig a második ember szerepét töltötte be Mao mögött.
1935. december 12-én Csang Hszüe-liang (Zhang Xueliang), Mandzsúria korábbi hadura elraboltatta Csang Kaj-seket, a Kuomintang (Guomintang) fejét. Mao azonnal elküldte hozzá Csout (Zhout) Hszianba (Xi'anba), hogy meggyőzze, hogy Csang Kaj-seket meg kell ölni. Moszkva, a kínai kommunisták legjelentősebb támogatója azonban nem akarta holtan látni a nacionalista vezért, ezért Csou (Zhou) új parancsot kapott: érje el Csang (Chiang) szabadon engedését, ami végül megtörtént. Hszianban (Xi'anban) Csou (Zhou) személyesen találkozott Csang Kaj-sekkel (Chiang Kai-shekkel), majd ő vezette a kommunisták tárgyalódelegációját Nancsingban (Nankingban), ahol megállapodták a japán elleni második egységfront létrehozásában.

## A második kínai–japán háborúban

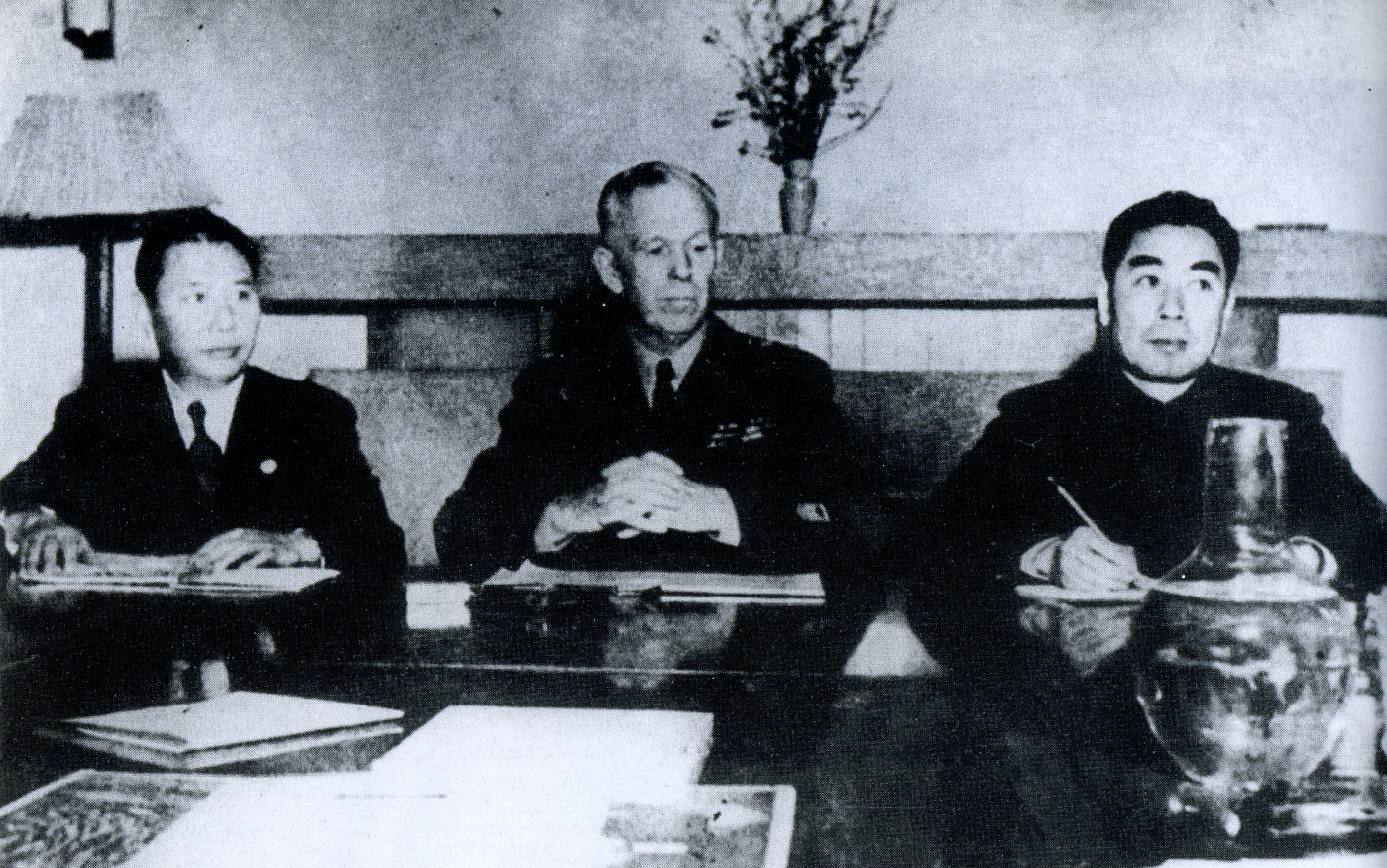
Csou (Zhou) (jobbra) a Kuomintanggal (Guomintanggal) folytatott béketárgyalások során

A Marco Polo hídi incidens után, 1937. július 7-én kitört a második kínai–japán háború. December közepén elesett a főváros, Nancsing (Nanking), a nacionalista kormány pedig Vuhanba (Wuhanba) menekült. Csou (Zhou) odautazott, hogy a kommunisták összekötője legyen. 1938 őszén a japán csapatok már Vuhant (Wuhant) fenyegették, ezért Csang Kaj-sek ismét áthelyezte székhelyét, ezúttal Csungkingba (Chongqingba). Csou (Zhou) továbbra is a nacionalista kormánnyal maradt, hogy tovább képviselje a Kommunista Pártot.
A kommunista-nacionalista kapcsolatok egyre romlottak. 1941 elején az Új Negyedik Hadsereg incidens során a Kuomintang (Guomintang) több ezer kommunista katonát ölt meg, ez pedig a második egységfront végét jelentette. Csou (Zhou) arra használta a Csungkingban (Chongqingban) kialakított hálózatát, hogy az incidens kommunista értelmezését terjessze. Tartózkodása alatt folyamatosan Csang (Chiang) és a nacionalisták ellen szervezkedett, mielőtt 1943-ban visszarendelték Jenanba (Yan'anba). Amint 1945-ben a második világháború és ezzel a kínai–japán háború is véget ért (a kommunisták és Kuomintang (Guomintang) közötti összetűzések viszont nem hagytak alább), augusztustól októberig ismét tárgyalások zajlottak a kommunisták és nacionalisták között Csungkingban (Chongqingban) majd Nancsingban (Nanjingban). Ezeken kezdetben maga Mao is részt vett, ám a Kommunista Párt fő képviselője Csou (Zhou) maradt. A kezdeti sikerek ellenére a kisebb-nagyobb megszakításokkal zajló megbeszélések 1946 novemberére kudarcba fulladtak, így a két fél közötti konfliktus polgárháborúba torkollott.

## A miniszterelnök
1949. október 1-jén Mao Ce-tung kikiáltotta a Kínai Népköztársaságot, Csout (Zhout) pedig miniszterelnökének és külügyminiszterének nevezte ki. Még ugyanezen év végén Csou (Zhou) Moszkvába utazott, ahol megbeszélést folytatott Sztálinnal. 1950 elején egy kínai küldöttség élén visszatért Moszkvába, hogy az új kínai-szovjet alapszerződésről tárgyaljon (az új egyezményt végül február 14-én írta alá). Az 1950-es években két jelentős konferencián képviselte a kommunista Kínát: az első indokínai háborút lezáró 1954-es genfi értekezleten, egy évvel később pedig Bandungban, az első nagy afroázsiai csúcstalálkozón.
Bandungi útja során Csou (Zhou) túlélt egy merényletet. Indonéziába az indiai Kashmir Princess repülőgéppel kellett volna érkeznie Hongkongból, de a kínai hatóságok értesültek arról, hogy kuomintangista ügynökök bombát készülnek tenni a fedélzetre. Csou (Zhou) az utolsó pillanatban repülőgépet váltott, ám sem az indiaiakat, sem a briteket, sem pedig többi utast nem értesítették, így a robbanásban tizenhatan életüket vesztették.
Csou (Zhou) mérsékelt és befolyásos vezetőnek számított az el nem kötelezett országok körében a hidegháború idején. Erősítette Kína kapcsolatait Indiával, Burmával és egy sor más ázsiai országgal. 1958-ban a külügyminiszteri posztot átadta Csen Jinek (Chen Yinek), de a miniszterelnöki posztot haláláig megtartotta.
Miniszterelnökként nagy figyelmet fordított az ország gazdasági fejlesztésére. Ő kezdeményezte az első környezetvédelmi intézkedéseket is Kínában.
1958-ban Mao megindította a Nagy ugrás néven ismert kalandor gazdaságpolitikát azzal a céllal, hogy Kína néhány éven belül a világ vezető gazdasági hatalmainak sorába emelkedjen. Csou (Zhou) mint népszerű és gyakorlatias vezető, ekkor is a posztján maradt. A Nagy ugrás kudarca után Mao és szűk környezete megindította a kulturális forradalmat annak érdekében, hogy lecserélje a régi vezető gárdát.

Richard Nixon amerikai elnök kezet ráz Csou En-lajjal (Zhou Enlaijal) a pekingi repülőtéren (1972)

A kulturális forradalom tízéves (1966–76) pusztítása során Csou (Zhou) formálisan megőrizte pozícióját, de befolyását a hazai eseményekre nagyrészt elvesztette. Diplomáciai képességeit a külpolitikában hasznosította. A 70-es évek elején helyreállította az ország nyugati kapcsolatait, 1972-ben fogadta a Kínába látogató Richard Nixon amerikai elnököt, és aláírta vele a Sanghaji Nyilatkozatot. Az 1954-es genfi konferencián az akkori amerikai külügyminiszter, John Foster Dulles megtagadta, hogy kezet rázzon Csouval (Zhouval), ezért amikor Nixon a pekingi repülőtéren kiszállt az elnöki különgépből, tudva a miniszterelnök sérelméről, nem hagyta ki az alkalmat.
Rákbetegségének felismerése után megkezdte hatásköreinek átadását Teng Hsziao-ping (Deng Xiaoping)nek. A kulturális forradalom utolsó éveiben felerősödtek a személye elleni támadások, de ezek teljes kibontakozása előtt meghalt.

## Halála után
Csou (Zhou) halálát a négyek bandája örömmel fogadta, úgy érezték, hogy elhárult egy nagy akadály a teljhatalmukhoz vezető útból. Temetésén a beszédet Teng Hsziao-ping (Deng Xiaoping) mondta, aki igyekezett átvenni örökségét, de hamarosan – ideiglenesen – kiszorították a hatalomból.
Népszerűségét jelzi, hogy a kulturális forradalom miatt amúgy is elégedetlen tömegek körében zavargások törtek ki, amikor a hatóságok nem engedélyezték a róla szóló nyilvános megemlékezéseket.

## Tevékenységének értékelése
Csou En-laj (Zhou Enlai) kiemelkedő nemzetközi tekintélynek örvendő, nagy tudású és udvarias fellépésű politikus volt, aki személyében megtestesítette a kínai civilizáció legkedvezőbb elemeit. Kitűnő irányító, szervező képességei ellenére soha nem törekedett az első számú vezetői helyre.
A történészek gyakran keresik a választ arra, hogy magasan képzett értelmiségi létére hogyan lehetett mindvégig lojális Mao Ce-tung (Mao Zedong)hoz, aki nagy történelmi érdemei mellett gyakran mutatott primitív, durva vonásokat, vétett óriási hibákat, követett el súlyos bűnöket. Az egyik magyarázat szerint Csou En-laj (Zhou Enlai) felismerte, hogy a túlnyomóan paraszti jellegű kínai társadalom vezetésére Mao alkalmasabb másoknál. Mások szerint Maót kezelhetőnek tartotta saját szempontjából, úgy érezte, hogy jól kiegészítik egymást. Legfontosabb alapelve az volt, hogy soha nem szervezkedett Mao ellen, bár óriási befolyása volt a hatalmi elitben, beleértve katonai vezetőket is, akik nagy részét még a Vampoa katonai akadémiáról ismerte. Megelégedett a Mao melletti döntés-előkészítő, tanácsadó és végrehajtó szereppel, még a nagy ugrás és a kulturális forradalom idején is, amikor pedig nyilvánvalóan látnia kellett Mao tevékenységének súlyosan káros jellegét. Sokan elfogadhatatlannak és megbocsáthatatlannak tartották, hogy „együtt üvöltött a farkasokkal”, amikor az eszmeileg hozzá közelálló vezetőket meghurcolták. Teng Hsziao-ping (Deng Xiaoping) maga azonban a következőképpen nyilatkozott erről:

„Szerencsére ő a „kulturális forradalom” idején a helyén maradt, amikor minket fejbe kólintottak. Akkor rendkívül nehéz volt a helyzete és sok mindent mondott és tett saját szándéka ellenére. De a nép ezt megbocsátotta neki, ha nem tette és mondta volna mindezt, akkor maga sem lett volna képes a helyén maradni és nem játszhatott volna mérséklő szerepet, ami csökkentette a veszteségeket. Meglehetősen nagyszámú embert sikerült megvédenie.”

## Emlékezete
Világszerte elterjedt róla, hogy egy külföldi újságíró kérdésére azt válaszolta az 1789-es francia forradalom értékeléséről, hogy „Ezt még korai lenne megmondani.” Sokan ezt a sajátos kínai bölcsesség megnyilvánulásának tartották. Más vélemények szerint azonban ez félreértés, és valójában az 1968-as párizsi diáklázadásra gondolt, amikor a francia forradalomról kérdezték.

## Magyarul
- A kínai nép új irodalma. 4 beszámoló az Írók és Művészek Összkínai Konferenciájáról; többekkel; Művelt Nép, Bp., 1951 (A szocialista kultúráért)
- A magyar–kínai barátság dokumentuma. Kádár János, Csou En-laj beszédei; Zrínyi Ny., Bp., 1957

## Fordítás
- Ez a szócikk részben vagy egészben  a   Zhou Enlai című angol Wikipédia-szócikk fordításán alapul.  Az eredeti cikk szerkesztőit annak laptörténete sorolja fel. Ez a jelzés csupán a megfogalmazás eredetét és a szerzői jogokat jelzi, nem szolgál a cikkben szereplő információk forrásmegjelöléseként.